# 八一水库 (东辽)
八一水库是中国吉林省辽源市东辽县境内的一座水库，位于二道河上，建于1973年。水库正常库容为650万立方米，集雨面积为56平方千米，海拔为156.2米。